# GGPO
GGPOとは、格闘ゲームをオンラインで快適にプレイすることを目的として作られたソフトウェアである。2019年、MITライセンスの元、オープンソース化された。

## 概要
2006年、Xbox 360の移植版『Street Fighter II' -HYPER FIGHTING-』が発売。同作にはオンライン対戦機能が実装されていた。格闘ゲームのファンだったトニー・キャノンは同作をプレイしたものの、ラグの多さに不満を持った。キャノンはラグを軽減するべく、GGPOの開発を始め、2006年末に最初のバージョンをリリースする。GGPOは、P2P接続のオンライン対戦格闘ゲームのラグを軽減するソフトで、入力予測と投機的実行などの技術が用いられている。
その後、GGPOは『Street Fighter II' -HYPER FIGHTING-』以外にも、ザ・キング・オブ・ファイターズ2002やメタルスラッグXなど、カプコンとSNK制作のゲームを中心に対応機種を増やしていった。また、ゲームソフトメーカー側もオンライン対戦におけるラグには悩まされており、Street Fighter III: 3rd Strike Online EditionなどGGPOの商業利用も進んでいった。
2019年10月、「GGPO」技術はMITライセンスの元、オープンソース化された。2019年以降、GGPOはGitHubにて無償で提供されている。

## GGPOを使用しているゲーム一覧
- Final Fight DOUBLE IMPACT (2010)
- ドラゴンボール ゼンカイバトル[7] (2011)
- ストリートファイターIII 3rd STRIKE ONLINE EDITION[8] (2011)
- スカルガールズ (2012)
- Marvel vs. Capcom Origins (2012)
- ヴァンパイア リザレクション (2013)
- ダンジョンズ＆ドラゴンズ ―ミスタラ英雄戦記― (2013)
- Divekick (2013)
- メタルスラッグ3 (2014)
- リーサルリーグ (2014)
- Rising Thunder (2015)
- ポケットランブル (2017)
- フライングパワーディスク (2017)
- Punch Planet (2017)
- Omen of Sorrow (2018)
- Fantasy Strike (2019)
- Them's Fightin' Herds (2020)
- FOOTSIES Rollback Edition (2020)
- Terrordrome - Reign of the Legends (2020)
- GUILTY GEAR XX Λ CORE PLUS R[9] (2020)
- Coreupt (TBA)
- Blazing Strike (TBA)

## 関連サイト
- 公式ウェブサイト
- ggpo - GitHub
- http://wikiwiki.jp/ggpo/

| スタブアイコン | サブスタブ | この項目は、まだ閲覧者の調べものの参照としては役立たない、コンピュータに関連した書きかけの項目です。この項目を加筆・訂正などしてくださる協力者を求めています（P:コンピュータ）。 |